# Astronesthes zetgibbsi
Astronesthes zetgibbsi es una especie de pez de la familia Stomiidae en el orden de los Stomiiformes.

## Morfología
• Las hembrass pueden llegar alcanzar los 10,3 cm de longitud total.

## Hábitat
Es un pez de mar y de aguas  subtropicales que vive entre 40-120 m de profundidad.

## Distribución geográfica
Se encuentra en el Pacífico sur.